# Крест святой Нины

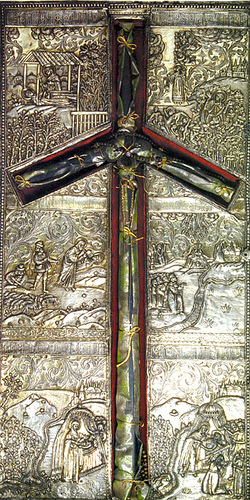
Крест святой Нины

Крест свято́й Ни́ны (груз. ჯვარი ვაზისა — крест [из] виноградной лозы) — христианская реликвия, крест, сплетённый из виноградных лоз, который, по преданию, Богородица вручила святой Нине, перед тем как направить её в Грузию.
После смерти святой Нины крест до 458 года хранился в соборе Светицховели в Мцхете, но после усиления языческих гонений крест был взят иноком Андреем и перенесён в область Тарон в Армении. Позднее крест в течение около 800 лет укрывали в различных армянских городах и крепостях. В 1239 году грузинская царица Русудан обратилась к монгольскому полководцу Чармагану, захватившему город Ани, где в то время находился крест святой Нины, и попросила вернуть его в Грузию. Чармаган удовлетворил просьбу царицы, и крест вернулся в Светицховели. Во время опасности крест неоднократно укрывали в храме Святой Троицы на горе Казбек или в крепости Ананури.
В 1749 году грузинский митрополит Роман, отправляясь из Грузии в Россию, тайно взял с собою крест святой Нины и передал его проживавшему в Москве грузинскому царевичу Бакару. С этого времени в течение более чем полувека крест хранился в селе Лыскове Нижегородской губернии, в имении грузинских князей. После присоединения Грузии (1801) князь Георгий Александрович преподнёс крест святой Нины императору Александру I, который повелел вернуть реликвию в Грузию. С 1802 года крест хранится в тифлисском Сионском кафедральном соборе около северных врат алтаря в киоте, окованном серебром. На верхней крышке киота помещены чеканные миниатюры с изображением эпизодов из жития святой Нины.